# USS Hopper (DDG-70)
USS Hopper (DDG-70) je americký torpédoborec třídy Arleigh Burke. Je dvacátou postavenou jednotkou své třídy. Postaven byl v letech 1995–1997 loděnicí Bath Iron Works ve městě Bath ve státě Maine. Torpédoborec byl objednán v roce 1992, dne 23. února 1995 byla zahájena jeho stavba, hotový trup byl spuštěn na vodu 6. ledna 1996 a 6. září 1997 byl zařazen do služby.

## Služba

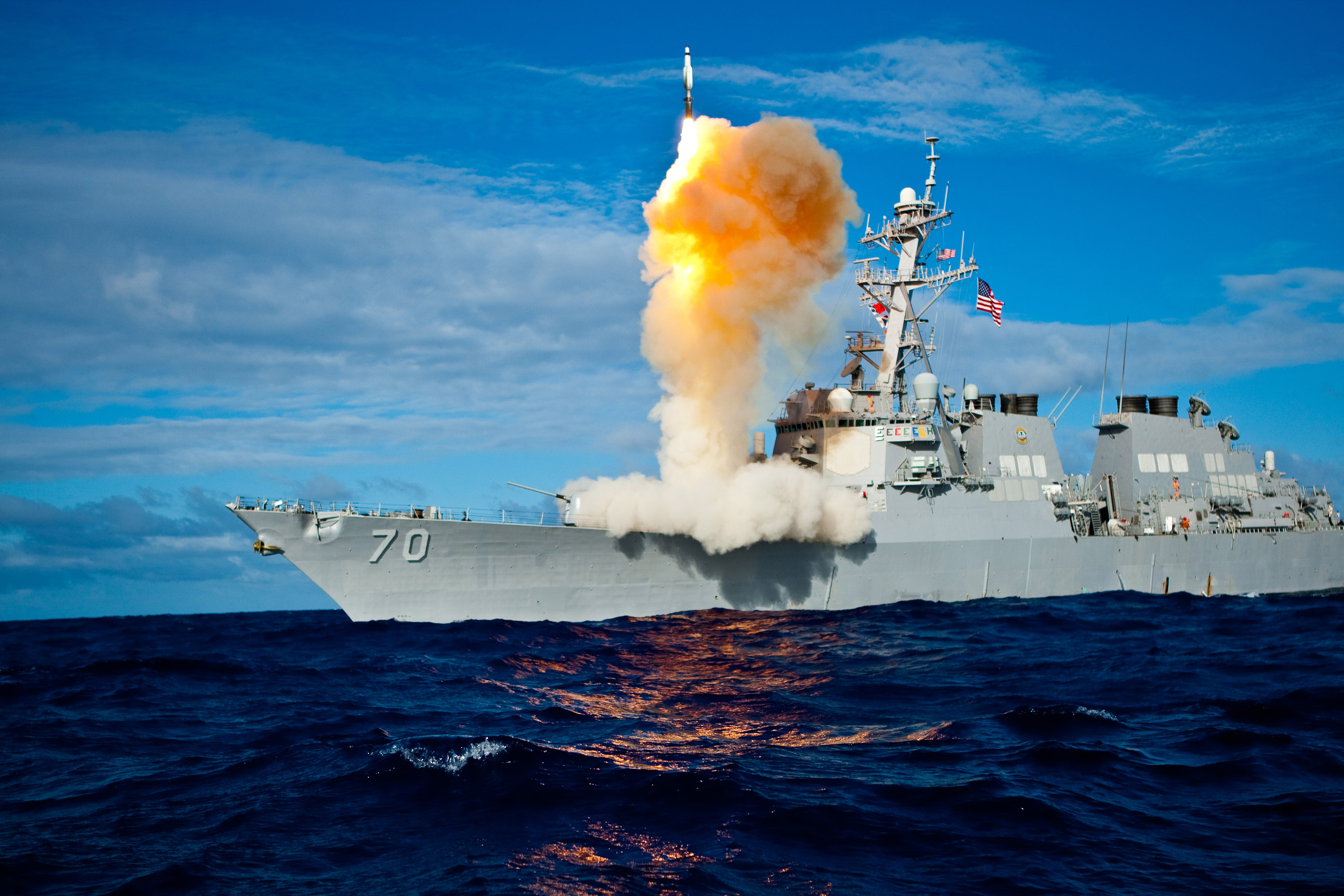
USS Hopper při odpalu protiletadlové řízené střely moře-vzduch SM-3

První nasazení torpédoborce proběhlo od srpna 1998 do února 1999 v Pacifiku. Hopper se přitom zapojil do cvičení RIMPAC 98. Druhé nasazení proběhlo od dubna 2000 opět v Pacifiku. Během třetího nasazení od dubna do října 2002 se torpédoborec zapojil do operace Trvalá svoboda. Dne 26. února 2006 se Hopper podílel na jednom z testů protiraketové obrany.
V roce 2020 byla velitelkou plavidla jmenována Kathryn Dawley. Stala se první ženou velící válečné lodi pojmenované po jiné ženě. Dne 6. dubna 2021 však byla Dawleyová z funkce odvolána kvůli „ztrátě důvěry“.